# Horistonotus gracilis
Horistonotus gracilis là một loài bọ cánh cứng trong họ Elateridae. Loài này được Horn miêu tả khoa học năm 1885.